# Gilda Hobert
Gilda Hobert, née le 2 décembre 1948 à Sorgues, est une femme politique française, membre du Parti radical de gauche. Elle est députée du Rhône de 2014 à 2017.

## Biographie
Depuis 2008, Gilda Hobert est conseillère municipale du 5e arrondissement de Lyon, adjointe à la culture, au patrimoine et à l'égalité femmes-hommes jusqu'en 2014 sous le maire Alexandrine Pesson (PS). Par la suite, elle devient conseillère déléguée à la culture, conseillère municipale ainsi qu'élue au Grand Lyon.
Le 16 janvier 2015, elle rejoint le Parti radical de gauche après avoir été exclue du Parti socialiste le 30 mai 2012 à la demande de Philippe Meirieu pour s'être maintenue suppléante de Thierry Braillard. Elle est défendue dans une tribune par le maire de Lyon Gérard Collomb.

### À l'Assemblée nationale
Elle devient députée le 28 mai 2014, après la nomination de Thierry Braillard, dont elle est la suppléante, au sein du gouvernement Valls,. Elle est membre du groupe radical, républicain, démocrate et progressiste (RRDP) à majorité radicale de gauche, et siège à la commission des affaires culturelles et de l'éducation.
Elle soutient 21 associations et structures travaillant en lien avec les populations lyonnaises grâce à sa réserve parlementaire.
Son mandat s’achève trois jours avant la fin de la législature, pour cause de reprise de l'exercice du mandat d'un ancien membre du Gouvernement.

#### Travail parlementaire
Son groupe de la Gauche radicale la nomme en 2015 rapporteure d'une proposition de loi pour garantir l'accès à la cantine scolaire de tous les enfants sans discrimination,. Il est enregistré à la Présidence de l’Assemblée nationale le 4 mars 2015.
En 2017, Gilda Hobert est signataire de la lettre des 153 parlementaires demandant au Président de la République François Hollande la reconnaissance de l'État de Palestine, ce qui était une promesse du candidat en 2012.

## Prises de positions

### Tribune du père Hervé Benoît
Elle se dit choquée et scandalisée par la tribune du père Hervé Benoît sur les attentats parisiens du 13 novembre 2015 après que ce dernier ait fait « le ratio entre le nombre de morts dans cette tragédie et celui des avortements en France », et dénonce un « texte abominable » qui « fait frémir ».